# Trithemis arteriosa
Trithemis arteriosa é uma espécie de libelinha da família Libellulidae.
Pode ser encontrada nos seguintes países: Argélia, Angola, Benin, Botswana, Burkina Faso, Camarões, República Centro-Africana, Chade, Comores, Costa do Marfim, Egipto, Guiné Equatorial, Etiópia, Gabão, Gâmbia, Gana, Guiné, Quénia, Libéria, Líbia, Madagáscar, Malawi, Mali, Mauritânia, Marrocos, Moçambique, Namíbia, Níger, Nigéria, Serra Leoa, Somália, África do Sul, Sudão, Tanzânia, Togo, Uganda, Zâmbia, Zimbabwe e possivelmente em Burundi.
Os seus habitats naturais são: rios, rios intermitentes, lagos de água doce, lagos intermitentes de água doce, marismas de água doce e marismas intermitentes de água doce.